# 수르종합경기장
수르종합경기장(Sur Sports Complex)는 오만, 수르에 위치한 다목적 경기장이다. 현재 주로 축구 경기장으로 사용된다. 수용 인원은 8,000명이다.